# Paraheliophanus
Paraheliophanus is een geslacht van spinnen uit de familie springspinnen (Salticidae).

## Soorten
De volgende soorten zijn bij het geslacht ingedeeld:
- Paraheliophanus jeanae Clark & Benoit, 1977
- Paraheliophanus napoleon Clark & Benoit, 1977
- Paraheliophanus sanctaehelenae Clark & Benoit, 1977
- Paraheliophanus subinstructus (O. P.-Cambridge, 1873)